# Зимбабве на летних Олимпийских играх 2008
Зимбабве принимала участие в Летних Олимпийских играх 2008 года в Пекине (Китай) в седьмой раз за свою историю, и завоевала 4 медали.

## Золото
- Плавание, женщины, 200 метров на спине — Кирсти Лей Ковентри.

## Серебро
- Плавание, женщины, 100 метров на спине — Кирсти Лей Ковентри.
- Плавание, женщины, 200 метров — Кирсти Лей Ковентри.
- Плавание, женщины, 400 метров — Кирсти Лей Ковентри.